# Xã Carr Creek, Quận Mitchell, Kansas
Xã Carr Creek (tiếng Anh: Carr Creek Township) là một xã thuộc quận Mitchell, tiểu bang Kansas, Hoa Kỳ. Năm 2010, dân số của xã này là 17 người.